# Dans Dans
Dans Dans is een Belgisch jazztrio dat blues en psychedelica verwerkt in de muziek, en tevens ruimte laat voor improvisatie.  Bandleider Bert Dockx zelf stelt echter het volgende "geen jazz, maar ook geen rock. En jazz rock is het zeker niet!" Op het derde album wordt ook meer elektronica aan de muziek toegevoegd.
Dans Dans bestaat uit gitarist Bert Dockx (o.a. Flying Horseman), bassist Fred 'Lyenn' Jacques (o.a. Mark Lanegan band) en drummer Steven Cassiers (Dez Mona) De band speelt zowel eigen werk, als eigenzinnige bewerkingen van klassiekers.
Tijdschrift Knack en Duyster plaatsten het derde album ("3") in de lijst met de beste Belgische albums uit 2014. Krant De Morgen plaatste het album bij de 50 beste albums van 2014.
Dans Dans speelde onder meer op North Sea Jazz, Cactusfestival en Gent Jazz Festival.

## Discografie
- 2012: Dans Dans (album)
- 2013: I/II (album)
- 2014: Worm (live EP)
- 2014: Live At Roma (livealbum)
- 2014: 3 (album)
- 2016: Sand (album)
- 2019: Dans Dans (reissue)
- 2021: Zink (album)
- 2022: 6 (album)

| Album met hitnotering(en) in de Vlaamse Ultratop 200 albums | Datum van verschijnen | Datum van binnenkomst | Hoogste positie | Aantal weken | Opmerkingen |
| ----------------------------------------------------------- | --------------------- | --------------------- | --------------- | ------------ | ----------- |
| Dans Dans                                                   | 2012                  |                       |                 |              |             |
| I/II                                                        | 2013                  | 04-05-2015            | 66              | 13           | dubbelalbum |
| 3                                                           | 2014                  | 29-11-2014            | 73              | 9            |             |
| Live at Roma                                                | 2014                  |                       |                 |              |             |
| Sand                                                        | 2016                  | 22-10-2016            | 23              | 16           |             |
| Zink                                                        | 2021                  | 23-04-2021            |                 |              |             |